# Liste von Persönlichkeiten der Stadt Baden-Baden
Diese Liste enthält die Ehrenbürger der Stadt Baden-Baden sowie im heutigen Stadtgebiet geborene Persönlichkeiten und solche, die in der Stadt gewirkt haben. Der zweite und dritte Abschnitt ist chronologisch nach dem Geburtsjahr sortiert. Die Liste erhebt keinen Anspruch auf Vollständigkeit.

## Ehrenbürger von Baden-Baden
Die Stadt Baden-Baden hat folgenden Personen das Ehrenbürgerrecht verliehen (das Ehrenbürgerrecht erlischt mit dem Tode):
- 1811: Joseph von Lassolaye
- 1821: Friederike von Schweden
- 1832: Franz Josef Herr
- 1836: Großherzogin Stéphanie de Beauharnais
- 1840: Jacques Bénazet, Spielbankbetreiber
- 1843: Franz Jakob Göbel
- 1848: William Archibald von Hamilton
- 1848: Marie von Hamilton
- 1851: Edouard Bénazet, Spielbankbetreiber
- 1851: Andreas Friedrich
- 1854: Konrad Kuntz
- 1860: Joseph Grosholz
- 1861: Karl Daniel Oppenfeld
- 1866: Julius Füsslin
- 1866: Michael Stourdza
- 1872: Emile Dupressoir
- 1895: Otto von Bismarck, Reichskanzler
- 1898: Hermann von Sachsen-Weimar
- 1907: Albert Gönner
- 1910: Ferdinand Graf von Zeppelin
- 1910: Hermann Sielcken
- 1929: Reinhard Fieser
- 1933: Hermann Elfner
- 1933: Adolf Hitler[2]
- 1952: Konrad Adenauer, Bundeskanzler
- 1969: Ernst Schlapper, Oberbürgermeister
- 1990: Walter Carlein, Oberbürgermeister
- 1993: Meinrad Lauinger
- 2005: Frieder Burda
- 2014: Pierre Boulez, Komponist[3][4]
- 2018: Tony Marshall[5]
- 2024: Rolf Metzmaier[6]
- 2024: Sigmund Kiener[6]
- 2025: Karlheinz Kögel[7]
- 2025: Wolfgang Grenke[7]

## In Baden-Baden geborene Persönlichkeiten

### Bis 1800
- Bernhard II. (1428/29–1458), Sohn Markgraf Jakobs I. von Baden
- Christoph I. (1453–1527), Markgraf von Baden
- Thomas Anshelm (≈1470–1522/24), Buchdrucker
- Jakob II. von Baden (1471–1511), Prinz, (Titular-)Markgraf von Baden sowie Erzbischof und Kurfürst von Trier
- Hieronymus Vehus (1484–1544), Humanist und Jurist
- Philibert von Baden (1536–1569), Regent der Markgrafschaft Baden-Baden
- Philipp II. (1559–1588), Regent der Markgrafschaft Baden-Baden
- Margaretha Göll (1576–1640), Zisterzienserin, Äbtissin von Lichtenthal
- Wilhelm (1593–1677), Regent der Markgrafschaft Baden-Baden
- Ferdinand Maximilian von Baden-Baden (1625–1669), Vater des „Türkenlouis“ Ludwig Wilhelm von Baden
- Wilhelm Christoph von Baden (1628–1652), Markgraf von Baden und Domherr zu Köln
- Hermann von Baden-Baden (1628–1691), Militär und Diplomat
- Johannes Jacobus Rau (1668–1719), Mediziner, Rektor der Universität Leiden
- Euphrosina Wunsch (1678–1738), Zisterzienserin, Äbtissin von Lichtenthal
- Franz Anton Dürr (1699–1781), Unternehmer
- Antonius Ignatius von Dürfeld (1726–1806), königlich kaiserlicher Hofrat
- Friedrich von Zoller (1762–1821), bayerischer Generalleutnant
- Franz Xaver Werk (1769–1856), römisch-katholischer Theologe, Geistlicher und Hochschullehrer
- August Hüber (1782–1832), Jurist
- Anton Sieb (1799–1865), Jurist und Politiker

### 19. Jahrhundert

#### 1801 bis 1870
- Joseph Beck (1803–1883), Geistlicher und Politiker
- Carl Damm (1812–1886), katholischer Priester und Politiker
- Karl Hippmann (1812–1875), badischer Oberamtmann
- Emil Keßler (1813–1867), Unternehmer
- Anna Zerr (1822–1881), Sängerin
- William Hespeler (1830–1921), kanadischer Unternehmer und Politiker
- Adolph Franz (1842–1916), katholischer Theologe, Redakteur und Politiker
- Adolf Stebel (1855–1926), deutsch-schweizerischer Architekt und Zeichenlehrer
- Franz Müller-Lyer (1857–1916), Psychiater, Soziologe und Schriftsteller
- Emil Belzer (1860–1930), Jurist und Politiker
- Heinrich Belzer (1861–1927), Jurist und Verwaltungsbeamter
- Heinrich von Heydebrand und der Lasa (1861–1924), Gutsbesitzer und Politiker
- Friedrich von Zeppelin-Aschhausen (1861–1915), Bezirkspräsident in Elsaß-Lothringen, Landtagsabgeordneter
- Irene Forbes-Mosse (geb. von Flemming, 1864–1946), Schriftstellerin
- Ludwig Wilhelm von Baden (1865–1888), Sohn Großherzogs Friedrichs I. von Baden
- Marie, Prinzessin von Baden (1865–1939), durch Heirat Herzogin von Anhalt
- Konrad Gisbert Wilhelm Freiherr von Romberg (1866–1939), Diplomat
- Max von Baden (1867–1929), letzter Thronfolger des Großherzogtums Baden sowie letzter Reichskanzler des Kaiserreichs
- Josef Rauch (1867–1921), Bildhauer
- Hermine Finck, verh. d’Albert (1868–1932), Sängerin und Gesangspädagogin
- Paul Nikolaus Cossmann (1869–1942), politischer Schriftsteller und Redakteur
- Georg van Eyck (1869–1951), Unternehmer
- Alexander von Meyendorff (1869–1964), russischer Verwaltungsjurist
- Louis II. (1870–1949), Fürst von Monaco

#### 1871 bis 1900
- Édouard Risler (1873–1929), französischer Pianist
- Sigmund von Sallwürk (1874–1944), Maler und Grafiker
- Hans Ormund Bringolf (1876–1951), Schweizer Abenteurer
- Ivo Puhonny (1876–1940), Grafiker und Puppenspieler
- Arthur Schreck (1878–1963), Psychiater
- Rudolf Krasselt (1879–1954), Violoncellist, Dirigent und Intendant
- Albert Kuntzemüller (1880–1956), Gymnasialprofessor und Oberrealschuldirektor sowie Historiker
- Hermann Beuttenmüller (1881–1960), Jurist und Schriftsteller
- Julius Kapp (1883–1962), Dramaturg und Autor
- Alfred Walterspiel (1881–1960), Koch, Gastronom und Hoteldirektor
- Wilhelm Brückner (1884–1954), Offizier, Nationalsozialist und Chefadjutant von Adolf Hitler
- Alfred Kühn (1885–1968), Zoologe und Genetiker
- Rudolf von Gerlach (1886–1946), Theologe
- Frederick Lindemann, 1. Viscount Cherwell (1886–1957), britischer Physiker
- Rolf Gustav Haebler (1888–1974), Politiker sowie Heimatforscher und Schriftsteller
- Herbert Stuffer (1892–1966), Kinderbuchverleger
- OskarMüller (1894–nach 1948), Kaufmann, SA-Brigadeführer
- Heinrich Berl (1896–1953), Schriftsteller, Musikwissenschaftler und Journalist
- Erich Friedrich Schmidt (1897–1964), amerikanischer Vorderasiatischer Archäologe
- Wolfgang Krull (1899–1971), Mathematiker

### 20. Jahrhundert

#### 1901 bis 1925
- Rudolf Höß (1901–1947), Nationalsozialist, SS-Obersturmbannführer und Kommandant des KZ Auschwitz
- Leopold Gutterer (1902–1996), nationalsozialistischer Funktionär und Politiker, Staatssekretär im Reichsministerium für Volksaufklärung und Propaganda und Vizepräsident der Reichskulturkammer
- Curth Hurrle (1903–1987), Theaterschauspieler und Intendant
- Reinhold Schneider (1903–1958), Schriftsteller
- Hugo Zeitvogel (1903–1982), Landtagsabgeordneter
- Wisso Weiß (1904–1991), Papierhistoriker und Wasserzeichenforscher
- Felix Gilbert (1905–1991), deutsch-amerikanischer Historiker
- Hans Kuhn (1905–1991), Maler, Grafiker und Hochschullehrer
- Ernst Wolff (1905–1992), Kapellmeister und Sänger
- Franziska Becker (1908–1991), Schriftstellerin, Redakteurin, Lektorin und Übersetzerin
- Uri Yadin (geboren als Rudolf Heinsheimer, 1908–1985), Jurist und Hochschullehrer
- Walter Bargatzky (1910–1998), Jurist, Staatssekretär und Präsident des Deutschen Roten Kreuzes
- Erich Kuby (1910–2005), Journalist und Publizist
- Franz Eckerle (1912–1942), Kunstflieger
- Doris Böer-Puhonny (1912–1995), Illustratorin und Puppenspielerin
- Erwin Metzmeier (1913–1978), Schiffbauingenieur und Hochschullehrer
- Otto Dann (* 1914), deutscher Chemiker und Hochschullehrer in Erlangen
- Hilde Schneider (1914–1961), Bühnen- und Filmschauspielerin
- Alexander Wecker-Bergheim (1914–2001), Maler und Kunstprofessor
- Ludwig Kroll (1915–1989), Politiker
- Ernest Bloch (1921–1998), US-amerikanischer Ökonom
- Otto H. Schiele (1922–2012), Industriemanager
- Walter Falk (1924–2000), Literaturwissenschaftler und Philosoph

#### 1926 bis 1950
- Josef Großmann (1926–2017), Rechtsanwalt und Landrat
- Egon Steigenberger (1926–1985), Hotelier
- Elmar Thoma (1926–2002), Mathematiker
- Gerhard Durlacher (1928–1996), niederländischer Schriftsteller und Soziologe
- Egon Gushurst (1930–2023), Wirtschaftsprüfer und Landespolitiker
- Manfred Sexauer (1930–2014), Hörfunk- und Fernsehmoderator
- Roland Gerstner (1931–2025), Politiker
- Gudrun Schreiner (1932–2012), Bildhauerin und Künstlerin
- Otmar Zwiebelhofer (1935–2014), Unternehmer
- Hans Peter Laubscher (1936–1999), Klassischer Archäologe
- Alfred Rinderspacher (1936–2024), Fagottist und Hochschullehrer
- Tony Marshall (1938–2023), Schlager- und Opernsänger
- Norbert Nohe (1938–2017), Dirigent, Musikpädagoge und Komponist
- Michael Baier (1940–2019), Drehbuchautor
- Volker Pilz (1940–2024), Chemieingenieur und Hochschullehrer
- Ursula Lazarus (* 1942), Politikerin
- Johannes-Peter Timm (* 1942), Professor für Angewandte Linguistik und Fremdsprachendidaktik
- Michael Schmid (* 1943), Soziologe und Hochschullehrer
- Gerd Tenzer (* 1943), ehemaliger Telekom-Manager und VDE-Vorsitzender
- Henning Huffer (* 1944), Rechtsanwalt, Linienpilot, Flugabenteurer, Film- und Buchautor
- Harald Mielsch (1944–2025), Klassischer Archäologe
- Gunter A. Pilz (* 1944), Honorarprofessor
- Stephan Kohl (* 1945), Anglist und Hochschullehrer
- Peter Götz (* 1947), Politiker
- Franz-Xaver Bürkle (* 1948), Koch, Fernsehkoch und Kochbuchautor
- Eberhard Eckerle (1949–2023), Künstler und Hochschullehrer
- Elmar Hörig (* 1949), Radio- und Fernsehmoderator
- Joe Koinzer (* 1949), Perkussionist und Jazzmusiker
- Michael Reiß (* 1949), Wirtschaftswissenschaftler und Hochschullehrer
- Hans Wolf (* 1949), Schriftsteller und Übersetzer
- Patrick Leclercq (1950–2011), Journalist
- Roland Schaeffer (* 1950), Musiker
- Gerd Weismann (* 1950), Kabarettist, Autor, Grafiker, Bildhauer, Fotograf und Maler

#### 1951 bis 1975
- Wolfgang Grenke (* 1951), Unternehmer
- Robert HP Platz (* 1951), Komponist und Dirigent
- Werner Hofmann (* 1952), Physiker und Hochschullehrer
- Nikolaus Stingl (* 1952), Übersetzer
- Stefan Armbruster (* 1953), Ruderer
- Michael Grüttner (* 1953), Historiker
- Hans Thill (* 1954), Autor und Übersetzer
- Jacques Grosperrin (* 1955), französischer Politiker (UMP)
- Sabine von Maydell (* 1955), Schauspielerin und Autorin
- Thomas Münzel (* 1955), Mediziner
- Katharina Boele-Woelki (* 1956), Rechtswissenschaftlerin
- Christof Florus (* 1956), Politiker
- Judith Oexle (* 1956), Mittelalterarchäologin
- Jean-Marc Rochette (* 1956), französischer Maler, Illustrator und Comiczeichner
- Michael Schmidt-Neke (* 1956), Historiker und Albanologe
- Joachim Stange-Elbe (* 1956), Musikwissenschaftler und Computermusiker
- Jürgen Fuchs (* 1957), Physiker
- Karl-Wolfgang Jägel (* 1957), Politiker (CDU)
- Beate Krum (* 1957), Schachspielerin
- Karin Schickinger (* 1957), Schriftstellerin
- Ralf Kreutzer (* 1958), Betriebswirtschaftler
- Michael Andrejewski (* 1959), Rechtsanwalt und rechtsextremer Politiker (DVU, NPD)
- Marc-Aeilko Aris (* 1959), Mediävist, Theologe und Philosoph
- Wolfgang Hatz (* 1959), Ingenieur und Manager
- Heinrich von Kalnein (* 1960), Jazzmusiker
- Wolfgang A. Palm (* 1960), Opern- und Musicalsänger
- Stefan Anton Reck (* 1960), Dirigent
- Johanna Rahner (* 1962), Theologieprofessorin
- Thomas Robert Walter (* 1962), vormaliges Mitglied der aufgelösten militant autonomen Untergrundorganisation Das K.O.M.I.T.E.E.
- Marc Marshall (* 1963), Sänger und Entertainer
- Anja Heuß (* 1964), Historikerin
- Birgit Klaus (* 1964), Journalistin, Rundfunk- und Fernsehmoderatorin sowie Autorin
- Manuel Krug (* 1964), Fotograf
- Karola Meeder (* 1964), Filmregisseurin
- Patrick Rössler (* 1964), Hochschullehrer für Kommunikationswissenschaft
- Florian Ballhaus (* 1965), Kameramann
- Johannes Hüppi (* 1965), schweizerisch-deutscher Künstler
- Johannes Baron (* 1966), Politiker (FDP) und ehemaliger Regierungspräsident
- Beate Böhlen (* 1966), Erzieherin und Politikerin
- Daniel Fetzner (* 1966), Medienkünstler und Architekt
- Patrick Meinhardt (* 1966), Politiker
- Tanja Paulitz (* 1966), Sachbuchautorin und Professorin
- Martin Seiler (* 1964), Manager
- Blutonium Boy (* 1970), Hardstyle-Techno-DJ und -Produzent
- Christoph Ruf (* 1971), Autor und Journalist
- Holger Schmidt (* 1971), Hörfunkjournalist und Autor
- Alexander Wieland (* 1971), Kommunalpolitiker
- Jan Malte Andresen (* 1972), Hörfunkmoderator und freier Journalist
- Marco Grimm (* 1972), Fußballspieler
- Markus Kapp (* 1972), Kabarettist und Musiker
- Isabell Hertel (* 1973), Schauspielerin und Moderatorin

#### 1976 bis 2000
- Michaela Haug (* 1976), Ethnologin
- Frank Moser (* 1976), Tennisspieler
- Sven Heinemann (* 1978), Politiker (SPD)
- Cornelia von Loga (* 1979), Politikerin (CDU)
- Stefan Detscher (* 1980), Professor für Betriebswirtschaftslehre
- Eric Dean Hordes (* 1983), Regisseur
- Kai Whittaker (* 1985), Politiker (CDU)
- Mario Grau (* 1990), Maler und Autor
- Magdalena Schnurr (* 1992), Skispringerin
- Sebastian Tuschla-Hoffmann (* 1992), Komponist und Dirigent
- Sebastian Ullrich (* 1992), Handballspieler
- Chantal Kopf (* 1995), Politikerin, Mitglied des Deutschen Bundestages
- Nathaniel Seiler (* 1996), Leichtathlet
- Clara Vetter (* 1996), Jazzmusikerin
- Niklas Heeger (* 2000), Fußballspieler

#### Geburtsjahr unbekannt
- Jutta Böhnert, Sopran

### 21. Jahrhundert
- Laetitia Quist (* 2001), Handballspielerin
- Lilli Welcke (* 2002), Eishockeyspielerin
- Luisa Welcke (* 2002), Eishockeyspielerin

## Bekannte Einwohner und Persönlichkeiten, die in Baden-Baden gewirkt haben
- Ludwig Robert (1778–1832), Dramatiker, Erzähler, Lyriker, Publizist und Übersetzer
- Georg Heinrich Krieg von Hochfelden (1798–1860), Generalmajor und Militärschriftsteller
- Franz Meyer (1799–1871), erster Bankier Baden-Badens
- Franz Xaver Weingärtner (1805–1867), Katholischer Geistlicher
- Iwan Sergejewitsch Turgenew (1818–1883), Schriftsteller
- Clara Schumann (1819–1896), Komponistin und Klaviervirtuosin
- Pauline Viardot-García (1821–1910), Opernsängerin, Komponistin, Gesangspädagogin
- Richard Pohl (1826–1896), Komponist und Musikschriftsteller
- Albert von Suckow (1828–1893), General der Infanterie und Kriegsminister
- Victor Puhonny (1838–1909), Landschaftsmaler
- Oswald Schmiedeberg (1838–1921), Pharmakologe
- Heinrich Averbeck (1844–1889), Arzt, Gründer einer Heilanstalt für physikal. Heilmethoden
- Hermann Fehling (1847–1925), Gynäkologe und Geburtshelfer
- Luise Adolpha Le Beau (1850–1927), Pianistin und Komponistin
- Vitus Staudacher (1850–1925), Violinist und Landschaftsmaler
- Otto Flake (1880–1963), Schriftsteller
- Othmar Fiebiger (1886–1972), Lehrer
- Wilhelm W. Hoffmann (1890–1969), Architekt und Architekturhistoriker
- Werner Bergengruen (1892–1964), deutsch-baltischer Schriftsteller
- Heinrich Strobel (1898–1970), Musikwissenschaftler
- Hanns Tschira (1899–1957), Bord-, Porträt- und Pressefotograf
- Oscar Schellbach (1901–1970), Lebenslehrer und Begründer des Mental-Positivismus
- Franz Büchler (1904–1990), Schriftsteller und Bildender Künstler
- Else Brückner-Rüggeberg (1910–1981), Schauspielerin, Sprecherin und Radiomoderatorin
- Aribert Heim (1914–1992), NS-Arzt und SS-Angehöriger, lebte von 1954 bis 1962 unbehelligt in Baden-Baden
- Louis Lucien Lepoix (1918–1998), französisch-deutscher Industriedesigner
- Georg Polomski (1920–2020[8]), Schauspieler und Schriftsteller (Georg Polo), Gründer (1972) und Inhaber des Battert-Verlags in Baden-Baden[9]
- Rudi Michel (1921–2008), Sportjournalist
- Walter Carlein (1922–2011), Politiker, von 1969 bis 1990 Oberbürgermeister der Stadt Baden-Baden
- Pierre Boulez (1925–2016), französischer Komponist, Dirigent und Musiktheoretiker
- Dieter Waldmann (1926–1971), Dramatiker
- Rolf-Hans Müller (1928–1990), Orchesterleiter und Komponist
- Klaus Fischer (1930–2022), Schriftsteller
- Eberhard Schöck (1935–2022), Unternehmer, Bauingenieur und Erfinder
- Thomas Reimer (1936–2011), Journalist
- Olaf Feldmann (* 1937), Politiker
- Hans E. Gerr (* 1937), Erziehungswissenschaftler
- Hans-Reinhard Scheu (* 1941), Hörfunkreporter und Fernsehmoderator
- Frank Elstner (* 1942), Entertainer, Moderator
- Rolf Stober (* 1943), Hochschullehrer und Rechtswissenschaftler
- Ursula Cantieni (1947–2023), schweizerisch-deutsche Schauspielerin
- Thomas Gottschalk (* 1950), TV-Entertainer
- Werner Hirth (* 1950), Kommunalpolitiker
- Immo Sennewald (* 1950), Publizist, Romanautor, Produzent für Hörfunk und Fernsehen
- Christian Simon (* 1951), Fernseh- und Hörfunkmoderator sowie Musikproduzent
- Hervé Rozoum (* 1955), französischer Musiker, Komponist, Arrangeur und Produzent
- Jürgen Carle (* 1958), Kameramann
- Alexander Uhlig (* 1965), Kommunalpolitiker
- Ralf Bauer (* 1966), Schauspieler
- Alexandra Kamp (* 1966), Schauspielerin
- Marcus Barsch (* 1967), Radiomoderator und Autor
- George Liratsis (* 1967), Schauspieler und Unternehmer
- Klaus Michael Rückert (* 1967), Politiker
- Carsten Otte (* 1972), Schriftsteller und Radiomoderator
- Stephanie Haiber (* 1973), Hörfunkmoderatorin, Musikredakteurin und DJ
- Pierre M. Krause (* 1976), Fernsehmoderator, Autor, Humorist und Schauspieler
- Anneta Politi (* 1977), Hörfunkmoderatorin
- Sebastian „Basti“ Müller (* 1979), Musiker, Radio- und Fernsehmoderator
- Jennah Karthes (* 1982), Schlagersängerin
- Dennis Tinat (* 1984), Hörfunkmoderator
- Constantin Zöller (* 1987),  Radio- und Fernsehmoderator
- Julia Obst (* 1992), Schauspielerin